# Liam Graham
Liam Matthew Graham (Melbourne, 14 agosto 1992) è un ex calciatore neozelandese, di ruolo difensore.

## Carriera

### Club
Cresciuto nel L.R. Vicenza con cui disputa due annate nella formazione Primavera, nell'estate del 2012 passa in prestito all'Ascoli, in Serie B. Successivamente gioca nelle serie minori con Monza e Pro Patria.

### Nazionale
Ha giocato una partita dell'OFC Under-20 Championship del 2011, precisamente l'incontro Isole Salomone-Nuova Zelanda (0-3) subentrando al 79'.
Nel 2016 esordisce nella nazionale maggiore.

## Palmarès

### Club

#### Competizioni nazionali
- Campionato neozelandese: 1

Auckland City: 2017-2018

#### Competizioni internazionali
- OFC Champions League: 1

Auckland City: 2017

## Statistiche

### Cronologia presenze e reti in nazionale
| Cronologia completa delle presenze e delle reti in nazionale ― Nuova Zelanda | Cronologia completa delle presenze e delle reti in nazionale ― Nuova Zelanda | Cronologia completa delle presenze e delle reti in nazionale ― Nuova Zelanda | Cronologia completa delle presenze e delle reti in nazionale ― Nuova Zelanda | Cronologia completa delle presenze e delle reti in nazionale ― Nuova Zelanda | Cronologia completa delle presenze e delle reti in nazionale ― Nuova Zelanda | Cronologia completa delle presenze e delle reti in nazionale ― Nuova Zelanda | Cronologia completa delle presenze e delle reti in nazionale ― Nuova Zelanda |
| Data                                                                         | Città                                                                        | In casa                                                                      | Risultato                                                                    | Ospiti                                                                       | Competizione                                                                 | Reti                                                                         | Note                                                                         |
| ---------------------------------------------------------------------------- | ---------------------------------------------------------------------------- | ---------------------------------------------------------------------------- | ---------------------------------------------------------------------------- | ---------------------------------------------------------------------------- | ---------------------------------------------------------------------------- | ---------------------------------------------------------------------------- | ---------------------------------------------------------------------------- |
| 8-10-2016                                                                    | Nashville                                                                    | Messico                                                                      | 2 – 1                                                                        | Nuova Zelanda                                                                | Amichevole                                                                   | -                                                                            | 88’                                                                          |
| 11-10-2016                                                                   | Washington                                                                   | Stati Uniti                                                                  | 1 – 1                                                                        | Nuova Zelanda                                                                | Amichevole                                                                   | -                                                                            | 46’                                                                          |
| 12-11-2016                                                                   | Auckland                                                                     | Nuova Zelanda                                                                | 2 – 0                                                                        | Nuova Caledonia                                                              | Qual. Mondiali 2014                                                          | -                                                                            | 34’                                                                          |
| 15-11-2016                                                                   | Koné                                                                         | Nuova Caledonia                                                              | 0 – 2                                                                        | Nuova Zelanda                                                                | Qual. Mondiali 2014                                                          | -                                                                            | 66’                                                                          |
| Totale                                                                       |                                                                              | Presenze                                                                     | 4                                                                            |                                                                              | Reti                                                                         | 0                                                                            |                                                                              |